# Hargita (keresztnév)
A Hargita női név, újabb keletű magyar névalkotás az erdélyi hegység nevéből.

## Gyakorisága
Az 1990-es években szórványos név, a 2000-es években nem szerepel a 100 leggyakoribb női név között.

## Névnapok
ajánlott névnap
- augusztus 5.[2]

## Híres Hargiták
- Mecseki Hargita szobrász